# Herina rivosecchii
Herina rivosecchii is een vliegensoort uit de familie van de prachtvliegen (Ulidiidae). De wetenschappelijke naam van de soort is voor het eerst geldig gepubliceerd in 2002 door Merz.